# BK Boudivelnyk Kyïv
Le BK Boudivelnyk Kyïv (en ukrainien : БК Будівельник Київ, et en anglais : BC Budivelnyk Kyiv) est un club de basket-ball de Kyïv en Ukraine. Il s'agit de la section basket-ball du club omnisports du Boudivelnyk.

## Historique
En décembre 2023 le club décide de se retirer du championnat pour des raisons financières. 

## Palmarès
- Champion d'URSS : 1989
- Champion d'Ukraine : 1992, 1993, 1994, 1995, 1996, 1997, 2011, 2013, 2014, 2017, 2023
- Coupe d'Ukraine : 2012, 2014, 2015

## Joueurs célèbres ou marquants
- Malcolm Delaney
- Dewarick Spencer
- Lamayn Wilson
- Daequan Cook
- Khalid El-Amin
- Andrew Betts
- Suad Šehović
- Darjuš Lavrinovič
- Artur Drozdov